# 명지학원 (명지대학교)
학교법인 명지학원(學校法人 明知學園, Myongji Educational Foundation)은 대한민국의 사립 교육 재단이다. 유치원 교육부터 초·중·고등 교육 전반을 지원하고 있다. 설립자는 유상근 박사이며, 초대 이사장은 송창근 박사이다. 재단은 개신교적 성향, 특히 장로교적 성격을 띄며, 이를 기반으로 재단을 설립했다.

## 구성

### 명지대학교
명지대학교는 경기도와 서울특별시에 캠퍼스를 두고 있는 종합대학이다. 재단 설립자이자 3대 이사장인 유상근 박사가 1948년 설립한 서울가정고등학교가 모태이다. 1983년 9월 종합대학으로 승격되었으며, 11개의 단과대학과 9개의 대학원을 설치하고 있다.

### 명지전문대학
명지전문대학은 서울특별시에 캠퍼스를 두고 있는 전문대학이다. 5대 이사장인 유치웅 선생이 설립하였으며, 1974년 1월에 설치된 명지대학 부설 명지실업학교가 전신이다. 1976년 전문학교로 독립하고, 지금에 이르렀다. 2019년 기준, 대한민국에서 유일하게 인하공업전문대학과 함께 전문대학 명칭을 교명에 포함하고 있다.

### 명지고등학교
명지고등학교는 서울특별시에 소재한 일반 고등학교이다. 1948년, 재단법인 단국학원이 설립한 6년제 단국중학교를 명지학원에서 인수하였다. 단국중학교는 현재의 중학교와 고등학교 통합 과정으로, 현재는 각 과정이 분리되어 운영되고 있다. 그 중, 고등학교 학제의 기관은 명지고등학교로 발전하여 지금에 이르고 있다. 1997년 3월 명지여자고등학교와 명지고등학교가 통합한 바 있다.

### 명지중학교
명지중학교는 서울특별시 서대문구에 소재한 중학교이다. 명지고등학교와 역사를 공유하며, 단국중학교의 중학교 학제의 기관이 발전하여 지금의 명지중학교에 이르렀다. 1997년 3월 명지중학교와 명지여자중학교가 통합하여 남녀공학 학교가 되었다.

### 명지초등학교
명지초등학교는 서울특별시에 소재한 초등학교이다. 5대 유치웅 선생에 의해 1967년 1월 개교하였다.

### 명지전문대학부속명지유치원
명지유치원은 명지전문대학 부속으로 설치된 유치원이다. 5대 유치웅 선생에 의해 1978년 설립되었다.

## 폐지

### 관동대학교
관동대학교는 강원도에 캠퍼스를 둔 종합대학이었다. 학교법인 관동대학이 1955년 설립한 관동대의숙을 모태로 한다. 관동대학이 1972년 명지학원과 합병하였고, 이로 인해 학교법인 명지학원은 종합대학 2개교를 보유한 드문 사학재단이 되었다. 그러나 재단 내 재정난이 심화되자 2012년부터 명지대학교와 통합 추진했다.
하지만 2014년 사실상 관동대학교 운영 포기를 선언하였으며, 학교법인 인천가톨릭학원에 관동대학교를 매각했다. 인천가톨릭학원은 당시 관동대학교에 부과되었던 재정지원제한을 해제시키기 위해 법적으로 관동대학교를 폐교시키고, 다음 날 9월 1일 가톨릭관동대학교를 개교하였다. 이는 대한민국의 종합대학이 폐교된 두번째 사례로 남아있다.

### 명지외국어고등학교
명지외국어고등학교는 경기도에 위치한 외국어 고등학교였다. 2003년 8대 유영구 박사가 개교했다. 자매 학교법인인 명지교육학원으로 운영되었으나, 재정난 등을 이유로 2008년경 학교법인 봉암학원에 매각했다. 현재 경기외국어고등학교로 있다.

## 사건과 비판
명지건설과 고려여행사, 명지빌딩이라는 수익사업체를 보유해 재정이 탄탄한 학교법인 중 하나였지만 고려여행사가 망하고 명지건설이 어려워지면서 재단 경영에 큰 어려움이 생겼다. 유영구 전 이사장이 2007년 1월 명지빌딩을 매각하고 매각대금의 일부를 명지건설에 무담보로 지원했으며 그바람에 명지학원은 큰 손해를 봤다. 같은해 10월에 결국 명지건설마저 대한전선 계열사측에 매각해 TEC건설이 되었다.
2008년 명지외고는 대교그룹 산하 봉암학원에 매각되었다. 2014년 관동대학교는 끝내 천주교 인천교구에 매각되어 가톨릭관동대학교가 되었다. 명지전문대학은 2010년 효자그룹에 매각을 진행하다가 대금을 완납하기 전에 효자그룹이 부도가 나서 매각이 취소되었다.
자연캠퍼스에 실버타운인 명지엘펜하임을 조성해 분양하다가 골프장을 짓기로 한 약속을 지키지 않아 손해배상 소송을 당했으며, 배상을 요구한 채권자가 파산신청했다. 분양보증을 한 SGI서울보증이 회생신청을 했지만 제대로된 회생계획안이 마련되지 않아 1심에서 회생절차 종료 결정이 나왔다. 법인이 파산할 경우 학교가 폐쇄될 위기에 몰렸다.
그러자 명지학원은 서울회생법원에 다시 채무자회생을 재신청했으며 2022년 4월 28일에 회생절차 개시 결정이 내려졌다.
최근에 발표된 교육부 종합감사 결과에 따르면, 34건이나 되는 문제사항이 발견되어서 시정조치를 내렸다.
2023년 7월 14일 채권자 관계인집회에서 명지학원이 마련한 회생계획안이 압도적인 동의율로 통과됨에 따라 서울회생법원이 최종 인가 결정을 내렸다.
8월 28일 명대신문 기사에 나온 회생계획안 따르면, 명지엘펜하임등 수익용 부동산 매각대금과 명지전문대 임의적립금을 활용하여 채권액 1740여억원(법인+교비회계)을 갚겠다는 것이다.
2024년 1월 5일 서울회생법원에서 명지학원의 회생절차 종결 결정했다.